# 音響機器

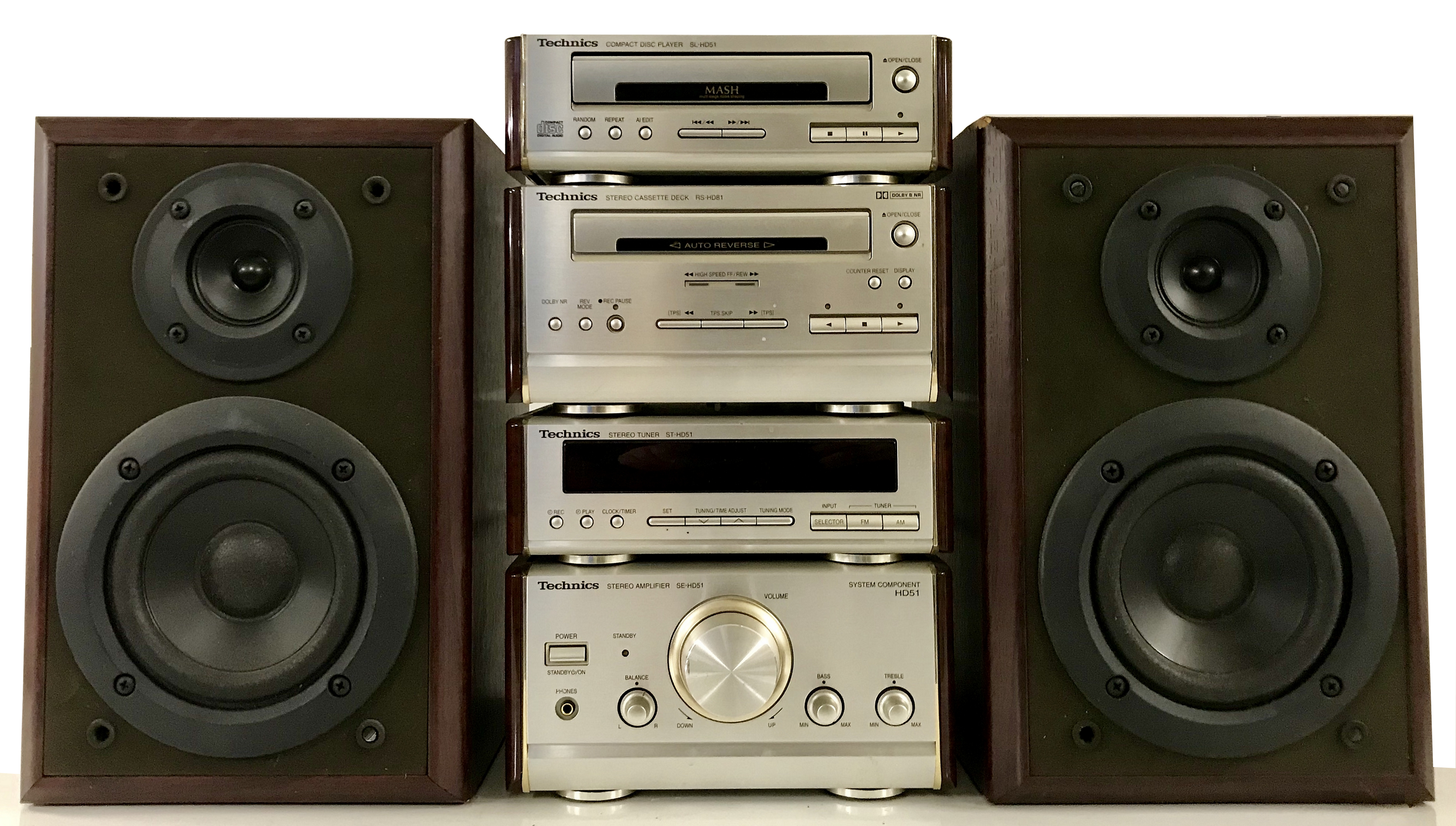
コンポーネントステレオの一例。TechnicsブランドのSC-HD51。

音響機器（おんきょうきき）とは、音楽など音を録音再生したり変換したりするための機器。オーディオ機器または、機器を省略してオーディオという場合もある。
高性能な音響半導体チップやスピーカーを内蔵したパソコン、サブスクリプション方式を含めた音楽コンテンツを受信・再生できるスマートフォン、iPod（2022年生産中止）なども音響機器となっている。
この項目は、音響機器に関連する項目の一覧である。あわせて音響技術および音響機器メーカーについても収録する。

## 音響機器の種類

### 録音/再生機器
- コンポーネントオーディオ
- セパレート型ステレオ
- チューナー
- レコードプレーヤー
  - ターンテーブル
  - カートリッジ
  - 蓄音機
- テープレコーダー（据置型）
  - オープンリール
  - カセットデッキ
  - カセットレコーダー<主に会議録音用>
  - マイクロカセットレコーダー
  - エルカセット
  - DAT
- D-Aコンバーター
- CDプレーヤー（据置型）
  - CDレコーダー
  - CDチェンジャー
- MDレコーダー（据置型）

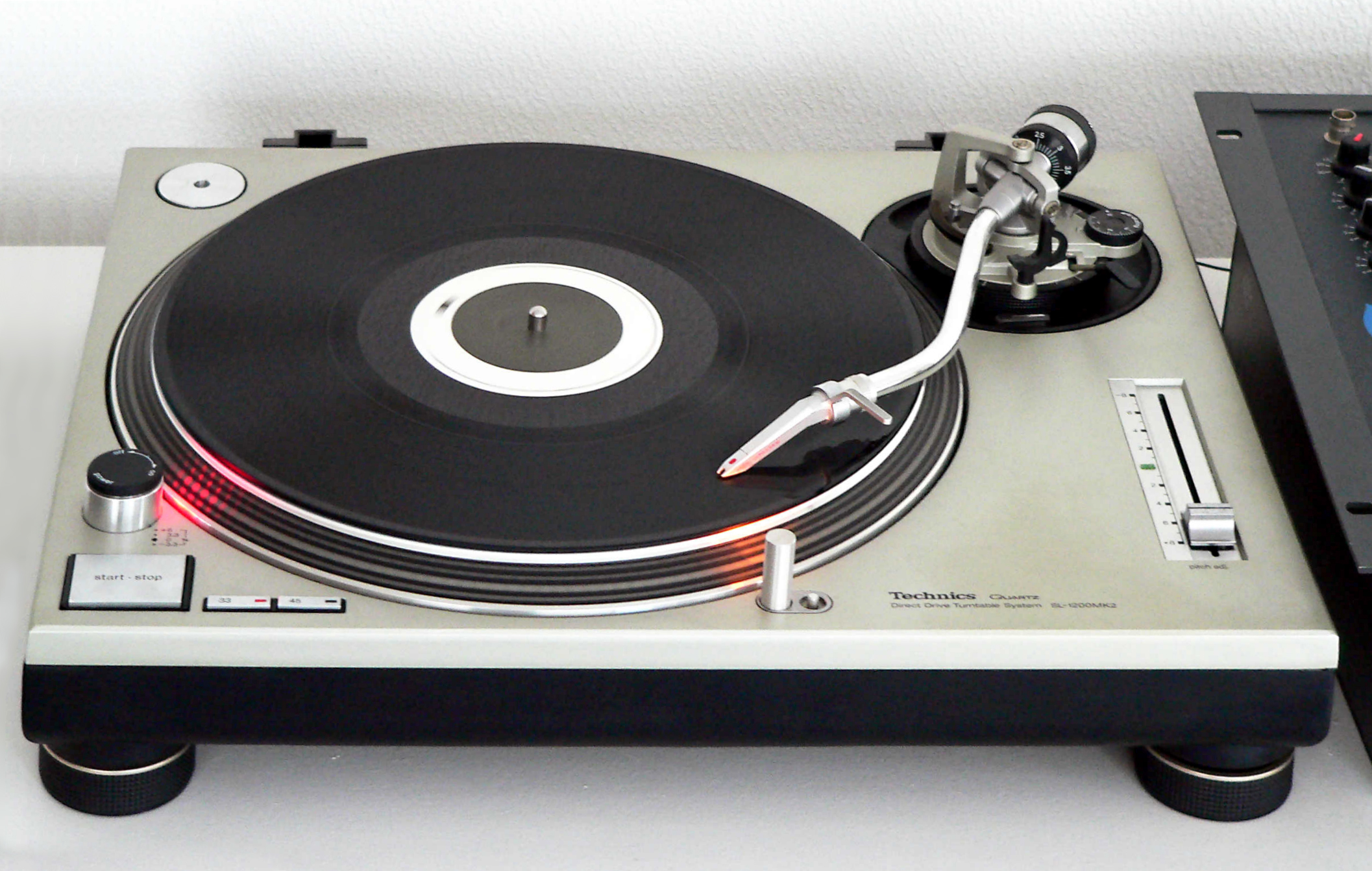
レコードプレーヤー（ターンテーブル）

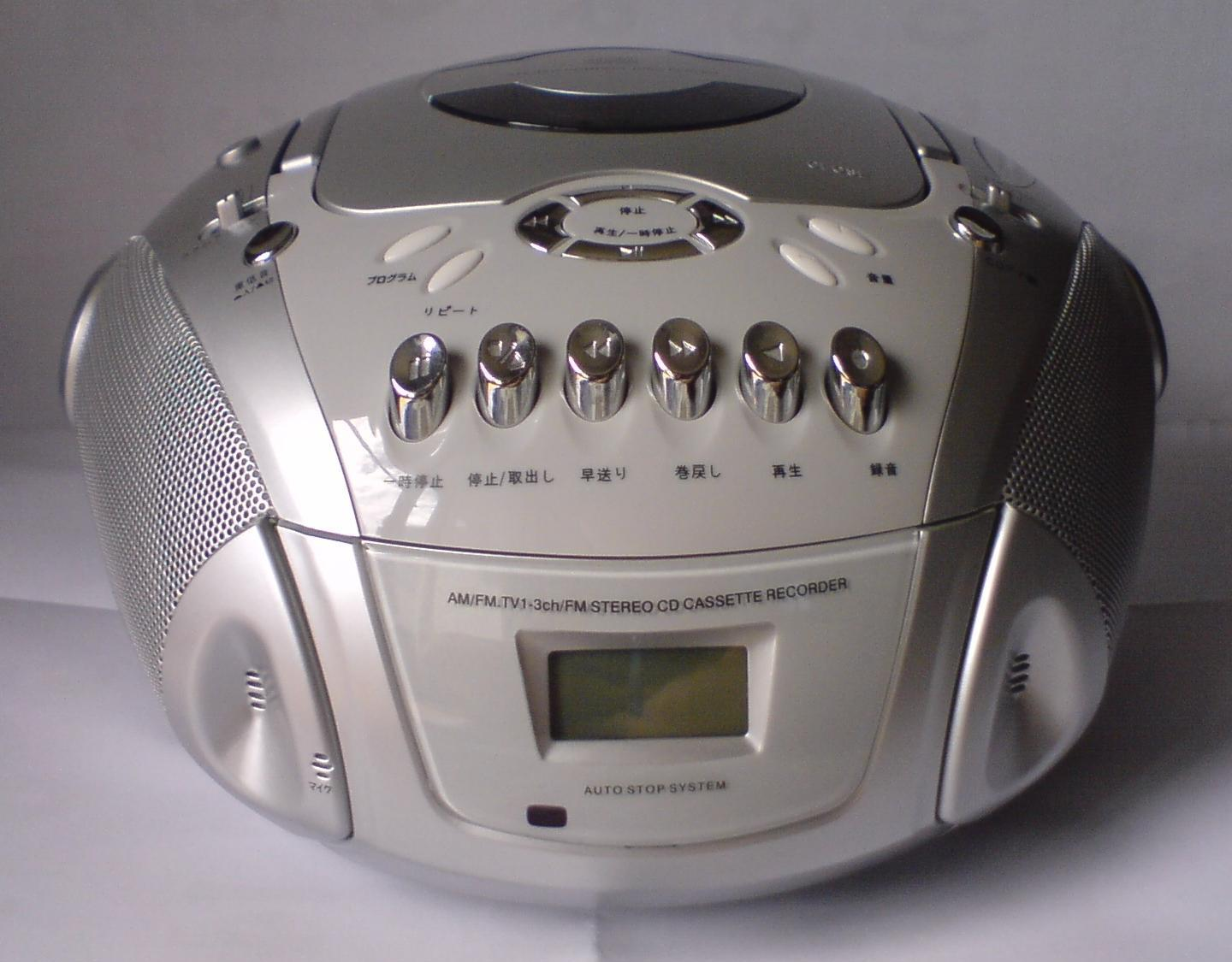
CDラジカセ

- リニアPCMレコーダー（大部分がポータブル機。業務用に限られるが据え置き型も存在する）
  - DSDレコーダー（主に上記のリニアPCMレコーダーの機能に組み込まれている。ただし一部機種のみ）
- イコライザ
  - フォノイコライザ
  - グラフィックイコライザ
  - パラメトリックイコライザ
  - スペクトラムアナライザ
  - デジタルシグナルプロセッサ
  - サウンドフィールドプロセッサ
- アンプ
- スピーカー
- ヘッドフォン
- ミニコンポ
- ラジカセ （ラジオカセット、ラジオカセットレコーダー）
- ラテカセ（テレビ付きラジカセ）
- AVアンプ→アンプ
- AVセレクター
- サラウンドデコーダ
- カーオーディオ
- 携帯音楽プレーヤー（ヘッドフォンステレオ）

媒体にカセット、CD、ミニディスク、フラッシュメモリ、ハードディスクなどがある。
- ICレコーダー（先述のリニアPCMレコーダー、およびDSDレコーダーは除く）

### 制作/設備用機材

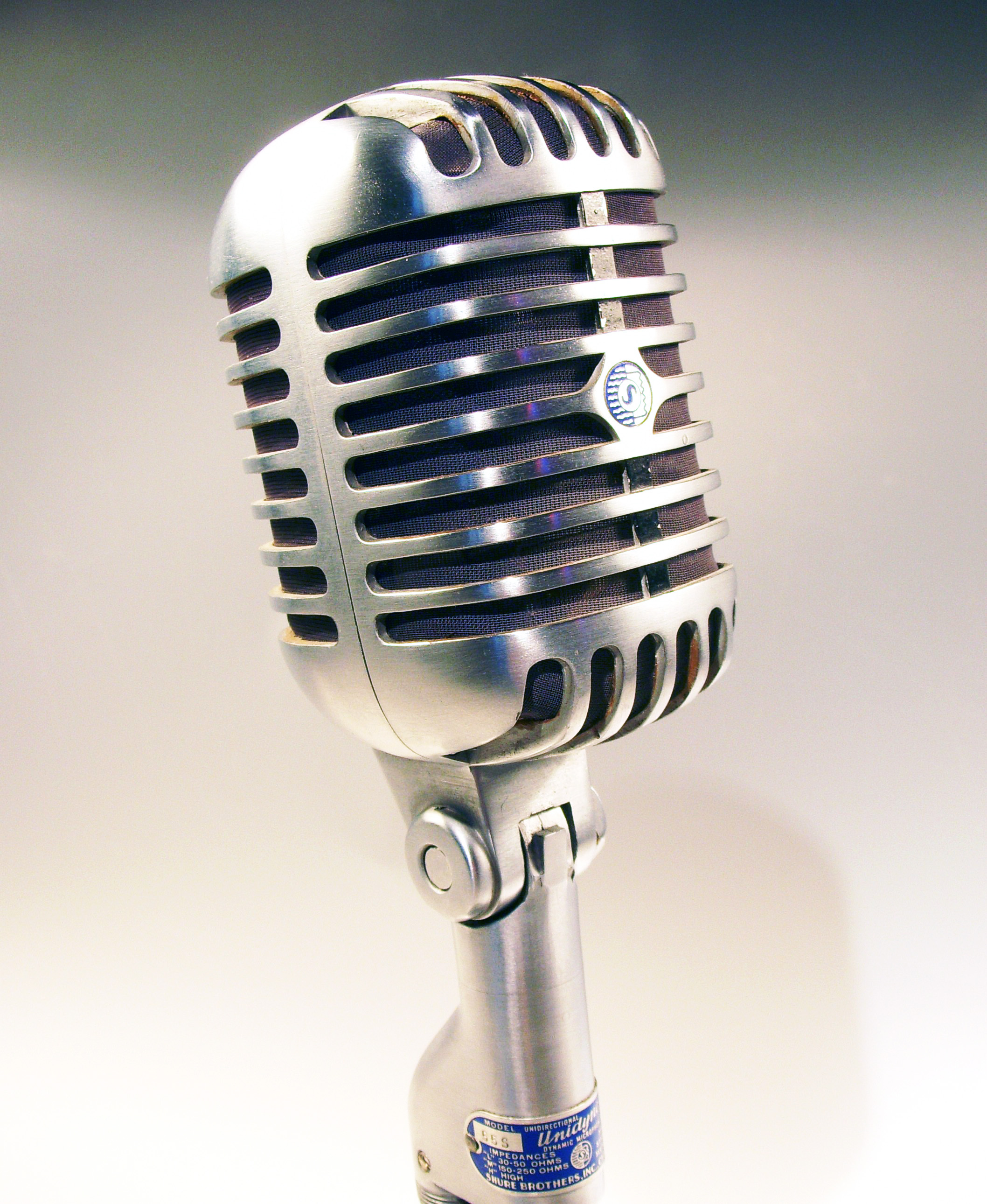
Shure Brothers社のマイクロフォン

録音、PA(パブリック・アドレス)/SR(Sound Reinforcement)/拡声などの設備音響、放送映画関連など音声を使った作品の創作/制作行為やイベントに使用される機材を以下にまとめた。
- マイクロフォン
- ダイレクトボックス
- ミキシング・コンソール
- マトリックススイッチャ
- デジタルオーディオワークステーション (DAW)
- テープレコーダー
  - マルチトラックレコーダー
  - PCMプロセッサー
  - デンスケ (録音機)
- エフェクター
- スピーカー
- キューボックス
- カフボックス
- マルチボックス
- マルチケーブル#音響機器用マルチケーブル

### コミュニケーション関連機材
- インターホン

### 医療関連機材
- 補聴器

### 測定器・環境対策機器
- 消音スピーカー

### その他
- カラオケ
- 電子楽器
- ホームシアター
- 拡声器

## 音響機器以外の音響を利用する機器、装置

反響定位の原理

### 兵器、軍用機材
- 音響兵器
- ソナー

### 医療関連機材
- 超音波画像診断装置

### 測定器・環境対策機器
- 騒音計

### その他
- サイレン

## 音楽記録メディアの用語一覧
- 磁気テープを使用するもの

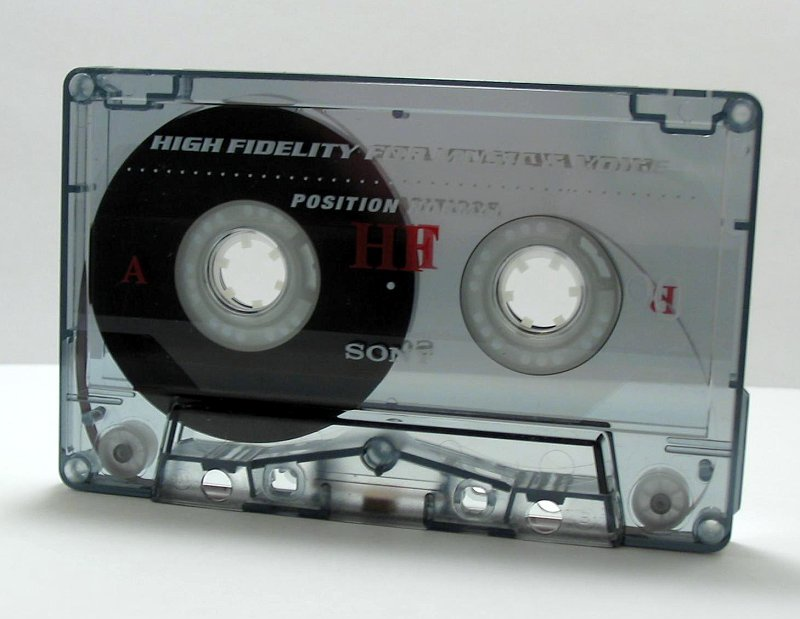
「カセットテープ」とも呼ばれるもののうち、有名なコンパクトカセット。

  - 8トラック （8トラック・カートリッジテープ）
  - DAT （デジタルオーディオテープ）
  - オープンリール （オープンリールテープ）
  - テーペット （オーディオカセットテープ）
  - エルカセット （オーディオカセットテープ）
  - コンパクトカセット （オーディオカセットテープ）
  - マイクロカセット （オーディオカセットテープ）
  - デジタルコンパクトカセット (DCC、Digital Compact Cassette)
  - デジタルマイクロカセット (NT)
  - DTRS （Hi8テープを使用したマルチトラック・レコーダー）
  - 業務用にはHi8、S-VHS、Uマチック用の3/4インチ（シブサン）等のビデオテープも音声記録用に流用された。

- ディスクを使用するもの
  - DVD
    - DVD-Audio

  - コンパクトディスク (CD)
    - CD-R
    - HDCD

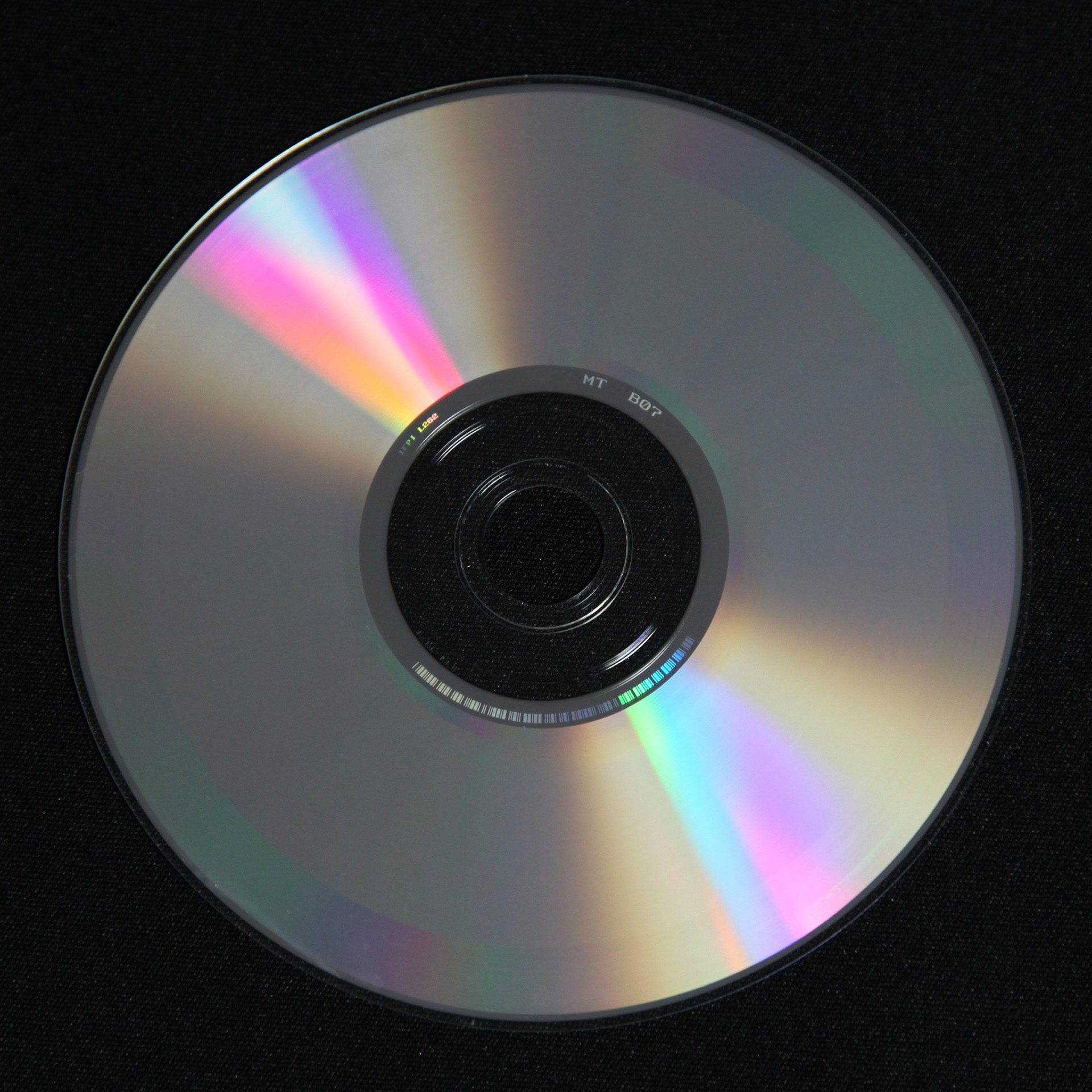
コンパクトディスク(CD)の記録面

    - Extended Resolution Compact Disc (XRCD)
    - スーパー・ハイ・マテリアルCD (SHM-CD)
    - ハイ・クオリティCD (HQCD)
    - ブルースペックCD (Blu-spec CD)

  - Super Audio CD （スーパーオーディオCD、SACD）
  - ミニディスク （MD）
  - レコード （アナログディスク）

## 技術用語一覧

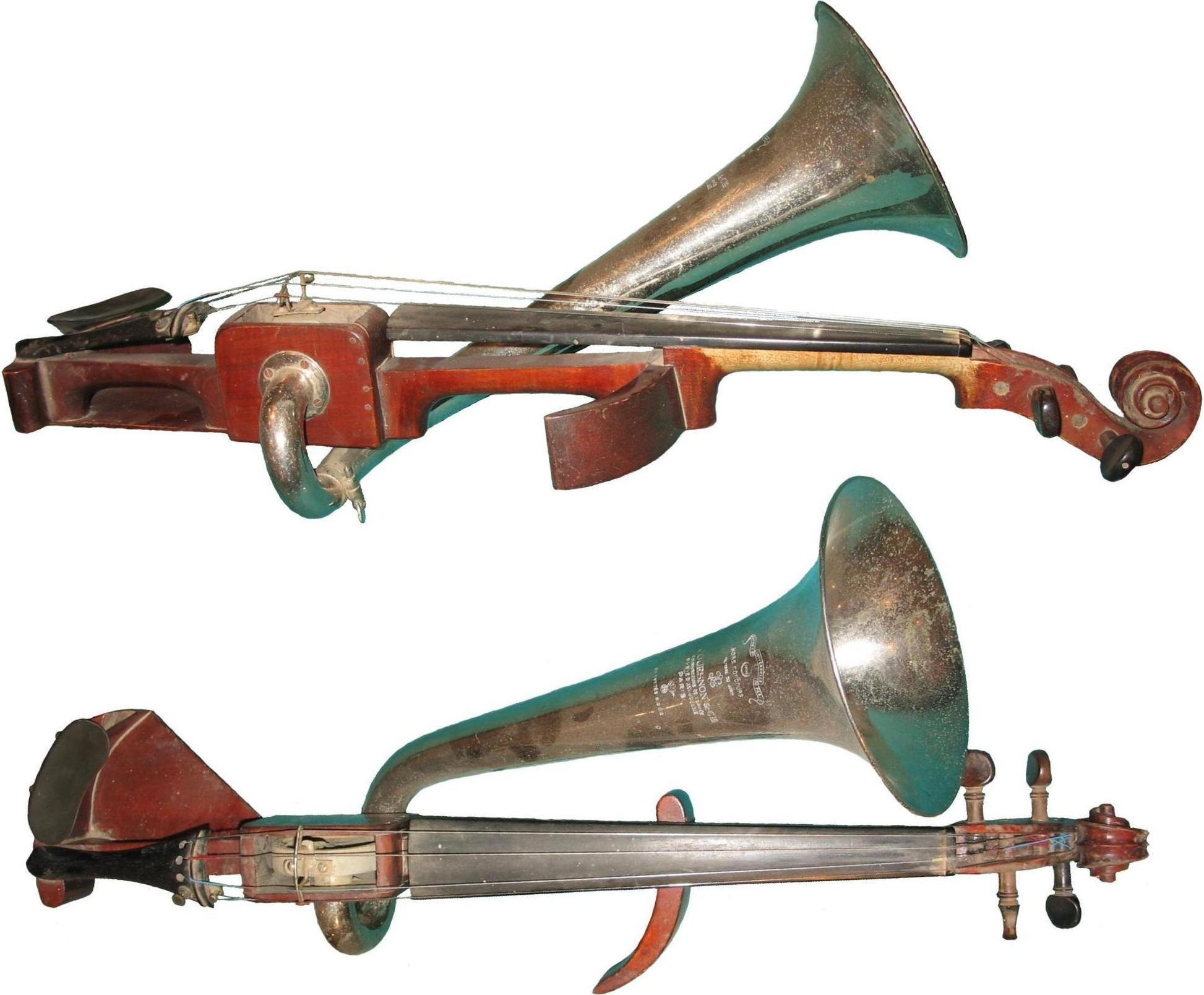
アコースティック録音用のシュトローヴァイオリン

- アコースティック録音
- 電気録音
- Hi-Fi
- ステレオ （ステレオ録音・伝送技術）
- PCM
- オーディオ圧縮技術
  - 心理音響
- CD-DA
- ドルビーノイズリダクションシステム
- DTS
- サラウンド
- ハム音
- ハウリング
- 特性に関する用語
  - 周波数特性
  - 位相特性（群遅延特性）
  - S/N比
  - ダイナミックレンジ
  - 歪率
  - クロストーク
  - 同相除去比
  - 入出力間遅延

デジタル信号処理をおこなう増幅器において入力信号が演算後に出力されるまでの時間差を示す。
単位はミリ秒などの時間表示あるいは特定サンプリング周波数におけるサンプル数である。

## 音響機器メーカー
カーオーディオのメーカーについてはカーオーディオを参照。
電子楽器のメーカーについては電子楽器を参照。
ヘッドフォン・イヤフォンのメーカーについてはヘッドフォンを参照。

### 日本
- TAOC
- アツデン
- アイコニック
- アキュフェーズ
- インターシティー
- エヌエスイー
- エレガアコス
- オーディオテクニカ
- オーム電機（OHM Audio Comm）
- オタリ
- OMデジタルソリューションズ（OLYMPUS）
- ATL-KYOEI : 旧)音響総合研究所（ATL.INC）
- オンキヨーテクノロジー（ONKYO、Pioneer）
- カシオ計算機
- カナレ電気
- ケンウッド（KENWOOD、旧：トリオ。現在はJVCケンウッドがブランド展開、製造販売を展開）
- 小泉成器（SOUNDLOOK）
- 廣華物産（WINTECH）
- 三研マイクロホン
- CEC
- シャープ（SHARP、OPTONICA）
- ソニー（SONY、AIWA<旧アイワ>）
- タイムドメイン
- タムラ製作所
- ツインバード（TWINBIRD）
- ティアック（TEAC、ESOTERIC、TASCAM）
- デノン（旧呼称:デンオン[注 1]）
- TOA（ティーオーエー、東亜（とうあ）特殊電機から改称）
- 東芝エルイートレーディング（TOSHIBA、Aurex、東芝時代は1989年に撤退）
- 東和電子（Olasonic）
- トモカ電気
- トライオード（TRIODE）
- ニッシャ
- 日本ビクター（Victor、JVC　現在はJVCケンウッドがブランド展開、製造販売を展開）
- マランツコンシューマーマーケティング（Marantz、旧呼称:日本マランツ[注 2]）
- 日本電気（NEC）
- 日本無線（JRC）
- 花岡無線電機
- パナソニック (Panasonic、Technics、RAMSA)
- デンソーテン（ECLIPSE、旧：富士通テン）
- PURE SPEED(サヤ)
- フューズ
- フォスター電機（FOSTEX）
- ベスタクス
- メルコシンクレッツ (DELA)
- 山善（Qriom）
- ヤマハミュージックジャパン（YAMAHA、旧・ヤマハ ← 日本楽器製造）
- UNI-PEX（ユニペックス） 製造元は日本電音発売元はユニペックス
- 47研究所
- ラックスマン
- リード企業 (LEED)
- ローランド
- ZYX (音響機器メーカー)

### 日本国外
- ALR (ALR/JORDAN)
- ALTEC Lansing
- AKG
- AMPEX
- AMS Neve
- API (Automated Processes Inc.)
- AURA
- Bang & Olufsen (B&O)
- beyerdynamic
- Boston Acoustics
- Bowers & Wilkins (B&W)
- BOSE
- Cambridge Audio
- Celestion
- DALI
- dbx
- Dolby Lab.
- DYNACORD
- DYNAUDIO
- ELAC
- Electro-Voice
- FOCAL
- GENELEC
- Harbeth
- INFINITY (Infinity Systems)
- JBL
- KEF
- Klipsch
- L-ACOUSTICS
- Lynn
- Lab.gruppen
- Macintosh Lab.
- Mackie
- MARTIN AUDIO
- Meyer Sound
- MONITOR AUDIO
- NEUMANN
- NEUTRIK
- NEXO
- PEAVY
- Philips
- PIEGA
- QUAD
- RCA
- RCF
- Ruarkaudio
- Rodgers
- SENNHEISER
- SHURE
- Solid State Logic (SSL)
- Soundcraft
- Sonus faber
- SPENDOR
- TANNOY
- Telefunken
- Ultrasone
- Wharfedale

### 事業撤退あるいは現存しないメーカー
スマートフォンなどで手軽に音楽が聴けるようになったこともあり、需要が底堅いオーディオマニア向けの超高級品（ハイエンド）以外では、倒産または事業撤退した企業も多い。
- アイワ（2002年にソニーに吸収合併）
- 赤井電機（AKAI、A&D） ※倒産
- アルパイン（ALPINE/LUXMANブランドのBridシリーズ）
- オンキヨーホームエンターテイメント（ONKYO、Pioneer）（旧・オンキヨー&パイオニア←オンキヨー/パイオニアホームエレクトロニクス）※倒産、オンキヨーテクノロジーに事業売却
- 京セラ (KYOCERA) ※1980年代半ばにプリメインアンプ「A-710」およびCDプレイヤー「DA-910」「DA-7CX」「DA-9CX」を市場に投入するものの、5年足らずで撤退した。
- サンスイ（SANSUI）※企業としては既に破産済。現在はドウシシャのサンスイブランドとして機能。
- 三洋電機（OTTO）※パナソニックに吸収合併、Technicsに統一
- シャープ（OPTONICA）
- シー・シー・ピー（FAIRMATE（フェアメイト））※元々はラジコンのメーカー。カシオ計算機のラジカセの生産を行っていた。旧・朝日コーポレーション。
- 東京サウンド（SOUND）※倒産
- ナカミチ（Nakamichi）※現在は日本国外の展開
- 日立製作所（Lo-D）※現在は日立リビングサプライのブランドとして販売。
- 不二家電機 ※フジヤオーディオ→群馬日本電気→NECカスタムテクニカに統合
- 三菱電機→三菱電機エンジニアリング（DIATONE(ダイヤトーン)）※2005年11月にブランド再復活したが、家庭用スピーカーシステムとしてのダイヤトーンブランドは2021年3月を以って再び撤退した形となった。ただし、カーオーディオ・カーナビ製品としてのダイヤトーンブランドは現在も継続中。